# Gideon Mensah (calciatore 1998)
Gideon Mensah (Accra, 18 luglio 1998) è un calciatore ghanese, difensore dell'Auxerre e della nazionale ghanese.

## Caratteristiche tecniche
È un terzino sinistro.

## Carriera

### Club
Cresciuto nel settore giovanile del WAFA, ha esordito in prima squadra il 20 febbraio 2016 disputando l'incontro del campionato ghanese vinto 2-0 contro l'Asante Kotoko.
Il 21 luglio seguente è stato acquistato dagli austriaci del Liefering, società satellite del Salisburgo. In seguito ha giocato in prestito nella prima divisione austriaca con lo Sturm Graz, nella prima divisione belga con lo Zulte Waregem, nella prima divisione portoghese con il Vitória Guimarães e nella prima divisione francese con il Bordeaux.

### Nazionale
Ha giocato nella nazionale ghanese Under-23.
Ha esordito in nazionale maggiore nel 2019. Viene convocato per la Coppa delle nazioni africane 2021, senza però scendere in campo. Partecipa anche alla Coppa delle nazioni africane 2023, nella quale scende in campo da titolare in ognuna delle tre partite disputate dal Ghana.
Ha partecipato al mondiale 2022, realizzando il suo esordio in un campionato mondiale nella partita vinta per 2-3 contro la Corea del Sud nella fase a gironi.

## Statistiche

### Cronologia presenze e reti in nazionale
| Cronologia completa delle presenze e delle reti in nazionale ― Ghana | Cronologia completa delle presenze e delle reti in nazionale ― Ghana | Cronologia completa delle presenze e delle reti in nazionale ― Ghana | Cronologia completa delle presenze e delle reti in nazionale ― Ghana | Cronologia completa delle presenze e delle reti in nazionale ― Ghana | Cronologia completa delle presenze e delle reti in nazionale ― Ghana | Cronologia completa delle presenze e delle reti in nazionale ― Ghana | Cronologia completa delle presenze e delle reti in nazionale ― Ghana |
| Data                                                                 | Città                                                                | In casa                                                              | Risultato                                                            | Ospiti                                                               | Competizione                                                         | Reti                                                                 | Note                                                                 |
| -------------------------------------------------------------------- | -------------------------------------------------------------------- | -------------------------------------------------------------------- | -------------------------------------------------------------------- | -------------------------------------------------------------------- | -------------------------------------------------------------------- | -------------------------------------------------------------------- | -------------------------------------------------------------------- |
| 14-11-2019                                                           | Cape Coast                                                           | Ghana                                                                | 2 – 0                                                                | Sudafrica                                                            | Qual. Coppa d'Africa 2021                                            | -                                                                    |                                                                      |
| 18-11-2019                                                           | São Tomé                                                             | São Tomé e Príncipe                                                  | 0 – 1                                                                | Ghana                                                                | Qual. Coppa d'Africa 2021                                            | -                                                                    |                                                                      |
| 9-10-2020                                                            | Antalya                                                              | Mali                                                                 | 3 – 0                                                                | Ghana                                                                | Amichevole                                                           | -                                                                    | 72’                                                                  |
| 12-10-2020                                                           | Aksu                                                                 | Qatar                                                                | 1 – 5                                                                | Ghana                                                                | Amichevole                                                           | -                                                                    |                                                                      |
| 8-6-2021                                                             | Marrakech                                                            | Marocco                                                              | 1 – 0                                                                | Ghana                                                                | Amichevole                                                           | -                                                                    |                                                                      |
| 6-9-2021                                                             | Johannesburg                                                         | Sudafrica                                                            | 1 – 0                                                                | Ghana                                                                | Qual. Mondiali 2022                                                  | -                                                                    |                                                                      |
| 5-1-2022                                                             | Ar Rayyan                                                            | Algeria                                                              | 3 – 0                                                                | Ghana                                                                | Amichevole                                                           | -                                                                    |                                                                      |
| 25-3-2022                                                            | Kumasi                                                               | Ghana                                                                | 0 – 0                                                                | Nigeria                                                              | Qual. Mondiali 2022                                                  | -                                                                    |                                                                      |
| 29-3-2022                                                            | Abuja                                                                | Nigeria                                                              | 1 – 1                                                                | Ghana                                                                | Qual. Mondiali 2022                                                  | -                                                                    |                                                                      |
| 1-6-2022                                                             | Cape Coast                                                           | Ghana                                                                | 3 – 0                                                                | Madagascar                                                           | Qual. Coppa d'Africa 2023                                            | -                                                                    |                                                                      |
| 5-6-2022                                                             | Luanda                                                               | Rep. Centrafricana                                                   | 1 – 1                                                                | Ghana                                                                | Qual. Coppa d'Africa 2023                                            | -                                                                    |                                                                      |
| 27-9-2022                                                            | Lorca                                                                | Nicaragua                                                            | 0 – 1                                                                | Ghana                                                                | Amichevole                                                           | -                                                                    |                                                                      |
| 28-11-2022                                                           | Al Rayyan                                                            | Corea del Sud                                                        | 2 – 3                                                                | Ghana                                                                | Mondiali 2022 - 1º turno                                             | -                                                                    | 88’                                                                  |
| 23-3-2023                                                            | Kumasi                                                               | Ghana                                                                | 1 – 0                                                                | Angola                                                               | Qual. Coppa d'Africa 2023                                            | -                                                                    |                                                                      |
| 27-3-2023                                                            | Luanda                                                               | Angola                                                               | 1 – 1                                                                | Ghana                                                                | Qual. Coppa d'Africa 2023                                            | -                                                                    | 58’                                                                  |
| 7-9-2023                                                             | Kumasi                                                               | Ghana                                                                | 2 – 1                                                                | Rep. Centrafricana                                                   | Qual. Coppa d'Africa 2023                                            | -                                                                    | 69’                                                                  |
| 14-10-2023                                                           | Charlotte                                                            | Messico                                                              | 2 – 0                                                                | Ghana                                                                | Amichevole                                                           | -                                                                    |                                                                      |
| 17-10-2023                                                           | Nashville                                                            | Stati Uniti                                                          | 4 – 0                                                                | Ghana                                                                | Amichevole                                                           | -                                                                    | 46’                                                                  |
| 17-11-2023                                                           | Kumasi                                                               | Ghana                                                                | 1 – 0                                                                | Madagascar                                                           | Qual. Mondiali 2026                                                  | -                                                                    |                                                                      |
| 21-11-2023                                                           | Iconi                                                                | Comore                                                               | 1 – 0                                                                | Ghana                                                                | Qual. Mondiali 2026                                                  | -                                                                    |                                                                      |
| 8-1-2024                                                             | Kumasi                                                               | Ghana                                                                | 0 – 0                                                                | Namibia                                                              | Amichevole                                                           | -                                                                    |                                                                      |
| 14-1-2024                                                            | Abidjan                                                              | Ghana                                                                | 1 – 2                                                                | Capo Verde                                                           | Coppa d'Africa 2023 - 1º turno                                       | -                                                                    |                                                                      |
| 18-1-2024                                                            | Abidjan                                                              | Egitto                                                               | 2 – 2                                                                | Ghana                                                                | Coppa d'Africa 2023 - 1º turno                                       | -                                                                    |                                                                      |
| 22-1-2024                                                            | Abidjan                                                              | Mozambico                                                            | 2 – 2                                                                | Ghana                                                                | Coppa d'Africa 2023 - 1º turno                                       | -                                                                    |                                                                      |
| 6-6-2024                                                             | Bamako                                                               | Mali                                                                 | 1 – 2                                                                | Ghana                                                                | Qual. Mondiali 2026                                                  | -                                                                    |                                                                      |
| 10-6-2024                                                            | Kumasi                                                               | Ghana                                                                | 4 – 3                                                                | Rep. Centrafricana                                                   | Qual. Mondiali 2026                                                  | -                                                                    |                                                                      |
| 10-10-2024                                                           | Accra                                                                | Ghana                                                                | 0 – 0                                                                | Sudan                                                                | Qual. Coppa d'Africa 2025                                            | -                                                                    |                                                                      |
| 15-10-2024                                                           | Bengasi                                                              | Sudan                                                                | 2 – 0                                                                | Ghana                                                                | Qual. Coppa d'Africa 2025                                            | -                                                                    | 32’                                                                  |
| 15-11-2024                                                           | Talatona                                                             | Angola                                                               | 1 – 1                                                                | Ghana                                                                | Qual. Coppa d'Africa 2025                                            | -                                                                    |                                                                      |
| 21-3-2025                                                            | Accra                                                                | Ghana                                                                | 5 – 0                                                                | Ciad                                                                 | Qual. Mondiali 2026                                                  | -                                                                    |                                                                      |
| 24-3-2025                                                            | Al Hoceima                                                           | Madagascar                                                           | 0 – 3                                                                | Ghana                                                                | Qual. Mondiali 2026                                                  | -                                                                    | 80’                                                                  |
| 28-5-2025                                                            | Brentford                                                            | Ghana                                                                | 1 – 2                                                                | Nigeria                                                              | Amichevole                                                           | -                                                                    |                                                                      |
| 31-5-2025                                                            | Brentford                                                            | Trinidad e Tobago                                                    | 0 – 4                                                                | Ghana                                                                | Amichevole                                                           | -                                                                    |                                                                      |
| Totale                                                               |                                                                      | Presenze                                                             | 33                                                                   |                                                                      | Reti                                                                 | 0                                                                    |                                                                      |

## Palmarès

### Club

#### Competizioni nazionali
- Campionato francese di seconda divisione: 1

Auxerre: 2023-2024